# Moha K
Moha K, pseudonimo di Mohamed Ait El Kaid (Agadir, 27 febbraio 2002), è un rapper marocchino naturalizzato francese.

## Biografia
Mohamed Ait El Kaid nasce ad Agadir, in Marocco. Rimasto orfano sin da bambino, arriva in Francia nel 2013, stabilendosi a Évreux.

## Carriera
Moha K intraprende una carriera musicale nel 2019, con la pubblicazione dei suoi primi singoli, come Différent e Rêve. È però nel marzo 2020 che diventa noto al grande pubblico, grazie al singolo Elle (pt.1) realizzato con DJ Mike One, che raggiunge il 30º posto in classifica e viene certificato disco di platino, per poi essere ripubblicato in una versione cantata in arabo. Chiude il 2020 con numerosi singoli, come Te amo e Ne pleure pas, mentre nel marzo 2021 esce Vroum vroum, che riscuote un notevole successo, piazzandosi al primo posto in classifica e raggiungendo il disco di diamante. Il brano anticipa il suo primo album in studio, Dernier souffle, reso disponibile l'11 giugno dello stesso anno.
Il 2022 inizia con Regarde-moi, singolo che parla della scomparsa dei suoi genitori, per continuare con Ghir Ntiya, in collaborazione con Marwa Loud, che ottiene un buon riscontro commerciale. Dopo aver pubblicato alcuni altri singoli, all'inizio del 2023 escono i primi estratti dal nuovo album: Elle (pt.2), Premier amour e Darba 9adiya, con Dystinct e Yam, che unisce l'hip hop alla musica tradizionale marocchina. Il disco, dal titolo Moha K, viene pubblicato il 27 febbraio 2024 e contiene le collaborazioni di Kouz1 e Lyna Mahyem, e viene seguito dal singolo Bomba internationale nell'aprile dello stesso anno.

## Discografia

### Album in studio
- 2021 – Dernier souffle
- 2024 – Moha K

### EP
- 2024 – Salam